# سام شيبرد
سام شيبرد (بالإنجليزية: Sam Shepherd)‏ (و. 1953  م) هو لاعب كرة سلة من الولايات المتحدة، وفنزويلا، ولد في لا غرانغ، شارك في الألعاب الأولمبية الصيفية 1992، ودورة الألعاب الأمريكية 1991، وبطولة أمم الأمريكتين لكرة السلة 1992، وبطولة أمم الأمريكتين لكرة السلة 1993، وبطولة كأس العالم لكرة السلة 1990، ودورة الألعاب الأمريكية 1987، وبطولة أمم الأمريكتين لكرة السلة 1989، وبطولة أمم الأمريكتين لكرة السلة 1995، مركز لعبه هو هجوم خلفي.

## روابط خارجية
- سام شيبرد على موقع الاتحاد الدولي لكرة السلة (الإنجليزية)
- سام شيبرد على موقع الاتحاد الدولي لكرة السلة (الإنجليزية)
- سام شيبرد على موقع كرة السلة الأوروبية.كوم (الإنجليزية)
- سام شيبرد على موقع كلية كرة السلة في سبورتس رفرنس.كوم (الإنجليزية)
- سام شيبرد على موقع ريلجم (الإنجليزية)
- سام شيبرد على موقع بروبوليرز (الإنجليزية)
- سام شيبرد على موقع سبورتس رفرنس (الإنجليزية)
- سام شيبرد على موقع أوليمبيديا (الإنجليزية)